# Зоран Зелькович
Зоран Зелькович (словен. Zoran Zeljkovič, нар. 9 травня 1980, Любляна) — словенський футболіст, що грав на позиції півзахисника. По завершенні ігрової кар'єри — тренер. З 2025 року очолює тренерський штаб російської команди «Родіна». Виступав за низку словенських і закордонних клубів, а також національну збірну Словенії. Як футболіст — чемпіон Словенії, дворазовий володар Кубка Словенії та володар Суперкубка Словенії. Як тренер — володар Кубка Словенії.

## Клубна кар'єра
У професійному футболі Зоран Зелькович дебютував 2001 року виступами за команду «Лівар», в якій грав до 2002 року, взявши участь у 28 матчах чемпіонату. Протягом 2002—2003 років Зелькович виступав у складі клубу «Любляна». у 2003 році футболіст перейшов до складу клубу «Домжале», в якому грав до 2007 року, де був гравцем основного складу команди, а в сезоні 2006—2007 років став у складі команди чемпіоном Словенії.
У 2007 році Зоран Зелькович перейшов до складу клубу «Інтерблок», у якому грав до 2009 року, та двічі ставав у його складі володарем Кубка Словенії та володарем Суперкубка Словенії. У 2009—2010 роках словенський півзахисник грав у складі кіпрського клубу АПОП.
З 2010 до 2011 року Зелькович грав у складі клубу «Олімпія» (Любляна). У 2011 році словенський футболіст перейшов до угорського клубу «Печ», у складі якого грав до 2013 року. У 2013—2014 роках півзахисник грав на батьківщині в складі клубу «Крка», а в 2014—2015 роках грав у складі нижчолігового австрійського клубу «Пінкафельд». У 2015—2017 роках футболіст грав у складі словенського клубу «Браво», після чого завершив виступи на футбольних полях.

## Виступи за збірну
У 2008 році Зоран Зелькович провів свій єдиний матч у складі національної збірної Словенії.

## Кар'єра тренера
За короткий час після закінчення виступів на футбольних полях Зоран Зелькович розпочав тренерську кар'єру, в 2019 році очоливши тренерський штаб клубу «Крка», де пропрацював з 2019 по 2021 рік. У 2021 році колишній футболіст очолив клуб «Копер», на чолі якого в сезоні 2021—2022 років виграв Кубок Словенії. У 2023 році Зелькович став головним тренером команди «Олімпія» (Любляна), тренував команду з Любляни до 2024 року. З 2024 до 2025 року словенський тренер очолював латвійську команду «Ауда». З 2025 року Зоран Зелькович очолює російську команду «Родіна».
| Дата      | Місто    | Господарі | Результат | Гості    | Турнір           | Голи | Примітки |
| --------- | -------- | --------- | --------- | -------- | ---------------- | ---- | -------- |
| 26-5-2008 | Гетеборг | Швеція    | 1 – 0     | Словенія | товариський матч | -    | 84'      |
| Усього    |          | Матчів    | 1         |          | Голів            | 0    |          |

## Титули і досягнення

### Як гравця
- Чемпіон Словенії (1):

«Домжале»: 2006–2007
- Володар Кубка Словенії (2):

«Інтерблок»: 2007–2008, 2008–2009
- Володар Суперкубка Словенії (1):

«Інтерблок»: 2008

### Як тренера
- Володар Кубка Словенії (1):

«Копер»: 2021–2022